# Alfredo Pitto
Alfredo Pitto (né le 26 mai 1906 à Livourne et mort le 16 octobre 1976 à Milan) est un footballeur international italien. Il participe aux Jeux olympiques d'été de 1928, remportant la médaille de bronze avec l'Italie.

## Biographie

### En club
Alfredo Pitto joue principalement en faveur des clubs de l'US Livourne, du Bologne Calcio, et de l'Inter Milan.
Il joue plus de 300 matchs dans le championnat d'Italie. Il inscrit six buts en championnat lors de la saison 1926-1927, ce qui constitue sa meilleure performance.

### En équipe nationale
Alfredo Pitto reçoit 29 sélections en équipe d'Italie entre 1928 et 1935, inscrivant deux buts.
Il joue son premier match en équipe nationale le 1er janvier 1928, contre la Suisse (victoire 3-2 à Gênes).
Il participe aux Jeux olympiques d'été de 1928 organisés à Amsterdam. Lors du tournoi olympique, il joue quatre rencontres : deux matchs contre l'Espagne, puis un match contre l'Uruguay, et enfin un match contre l'Égypte.
Il inscrit son premier but le 15 novembre 1931, contre la Tchécoslovaquie (match nul 2-2 à Rome). Il marque son second but le 27 octobre 1935, contre cette même équipe (défaite 2-1 à Prague). Le 24 mars 1935, il est capitaine de la sélection italienne, lors d'un match contre l'Autriche (victoire 0-2 à Vienne).

## Palmarès

### équipe d'Italie
- Jeux olympiques de 1928 :
  -  Médaille de bronze.

### Bologna Calcio
- Championnat d'Italie :
  - Champion : 1929.